# University Avenue (Toronto)
Pour les articles homonymes, voir University Avenue.

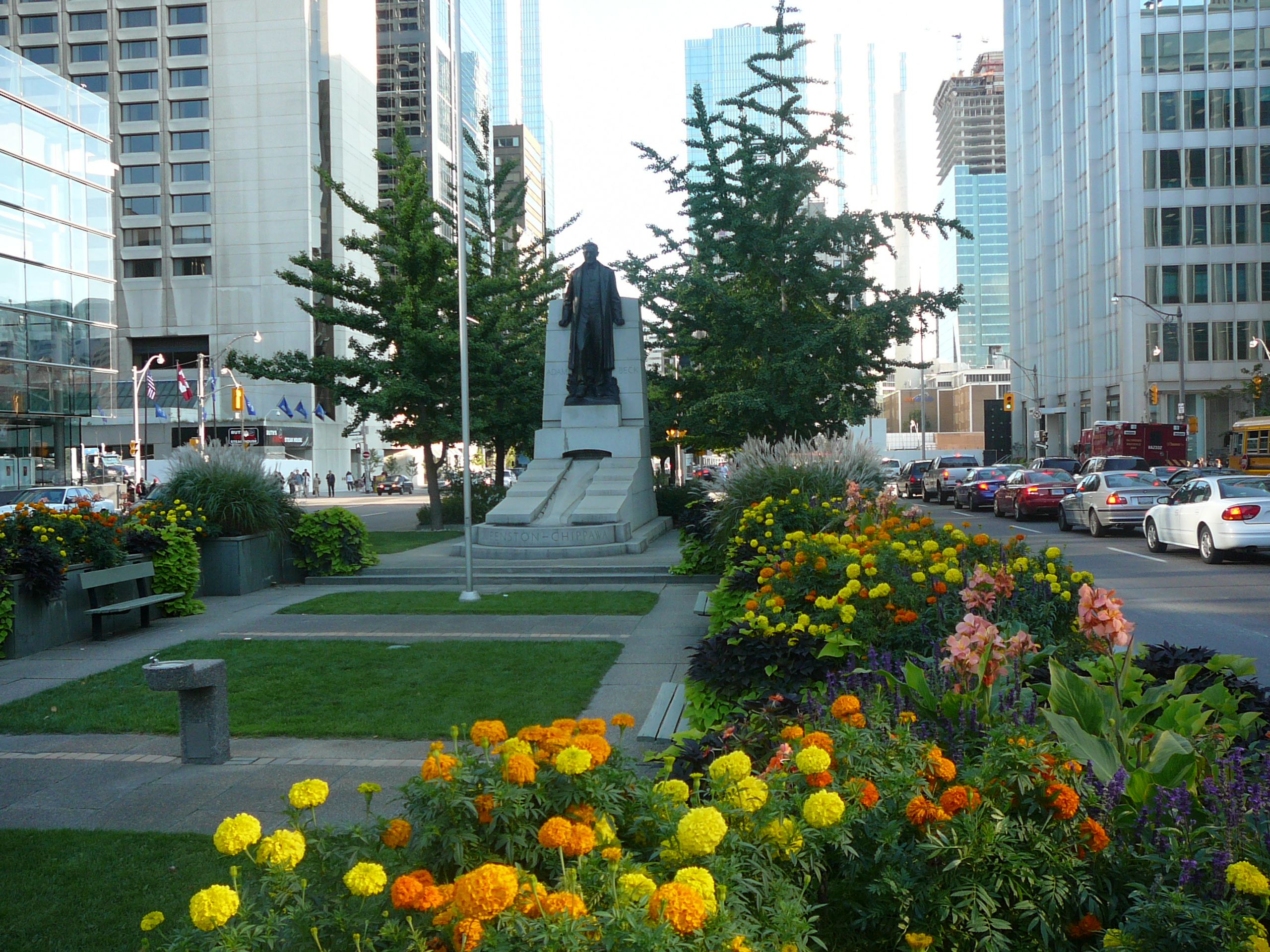
Statue d'Adam Beck, homme politique canadien, sur University Avenue

University Avenue est l'une des artères principales du centre-ville de Toronto, au Canada. Orientée du nord au sud, elle démarre perpendiculairement à Front Street, à proximité du croisement entre Front Street et York Street et de la gare Union, et se termine au niveau de College Street. D'Adelaide Street West jusqu'à son extrémité nord, l'avenue s'élargit et se sépare en deux, la partie centrale faisant place à un terre-plein constitué d'une voie piétonne, d'arbres et de monuments.